# Дупленко Костянтин Федорович
Костянтин Федорович Дупленко (1899–1990) — український гігієніст, доктор медичних наук (з 1965 року), професор (з 1966 року).

## Біографія
Народився у 1899 році. У 1923 році закінчив Дніпропетровський університет, у 1929 році — Дніпропетровський медичний інститут. Кандидат медичних наук (з 1935 року, без захисту дисертації), доцент з 1939 року. Перший завідувач кафедри соціальної гігієни та організації охорони здоров'я, у 1938–1969 роках — професор кафедри Київського інституту удосконалення лікарів. У 1964 році захистив докторську дисертацію на тему: «Розвиток охорони здоров'я і медичної науки на Україні за роки соціалістичного будівництва». Помер у 1990 році.

## Наукова діяльність
Автор понад 150 наукових робіт. Науковий напрямок — теорія соціальної гігієни та організації охорони здоров'я, історія медицини та охорони здоров'я в Україні.

## Відзнаки
Заслужений діяч науки УРСР (з 1972 року). Нагороджений орденом Трудового Червоного Прапора (1953), «Знак Пошани», медалями.